# Tour de Savoie (Aurignac)
La tour de Savoie est une tour de défense située à Aurignac, en Haute-Garonne (France) région Occitanie.

## Histoire
La tour de Savoie d'Aurignac fut érigée au XIVe siècle. 
Elle est inscrite au titre des monuments historiques par arrêté du 18 novembre 1926.